# Hemiculterella wui
Hemiculterella wui är en fiskart som först beskrevs av Wang, 1935.  Hemiculterella wui ingår i släktet Hemiculterella och familjen karpfiskar. Inga underarter finns listade i Catalogue of Life.